# Scarabaeus furcatus
Scarabaeus furcatus là một loài bọ cánh cứng trong họ Bọ hung (Scarabaeidae).